# William Nisbet of Dean
Pour les articles homonymes, voir Nisbet.
William Nisbet of Dean, né vers 1570 et mort vers 1630, est un marchand écossais qui a été prévôt d'Édimbourg à deux reprises, de 1616 à 1619 et de 1622 à 1623.

## Biographie
William Nisbet est le fils d'Henry Nisbet (en) de Dean, prévôt d'Édimbourg en 1597-1598, et de son épouse Jonet Bannatyne ou Bellenden (décédée en 1621). Son père meurt en 1608 et William hérite de Dean House dans l'ouest d'Édimbourg qu'il va agrandir considérablement.
Il est deux fois prévôt d'Édimbourg (il est antérieur à l'utilisation du terme « Lord-prévôt » ). En 1616, il succède à Sir John Arnot (en). Il exerce un second mandat en 1622-1623. Durant son premier mandat, en 1617, il a vraisemblablement rencontré et accueilli le roi Jacques VI, en sa qualité de dirigeant de la capitale, lors de ce seul retour du roi à Édimbourg après l'Union des Couronnes,.
Comme Dean House se trouve dans la paroisse de l'église St Cuthberts, il y est enterré avec son père.
Dean House est démolie en 1842 et son terrain est alors utilisé pour créer le cimetière de Dean. Ses dimensions ont été réduites au XVIIIe siècle et sont alors assez modestes. Un fronton de fenêtre commémore son premier mariage avec Jonet Williamson, gravé de l'inscription « SWN - DIW » avec leur blason. Le fronton de la porte de la maison porte l'inscription « SWN - DK D », en l'honneur de Sir William Nesbit et de sa seconde épouse, Dame Katherine Dick. Des vignettes peintes du plafond de la longue galerie ont été récupérées par Charles Kirkpatrick Sharpe et se trouvent aujourd'hui au Musée national d'Écosse et à la John Knox House. Parmi les sujets figurent Caïn et Abel, Lot et ses filles, Judith, et d'autres. 